# Eleccions generals espanyoles de 1896

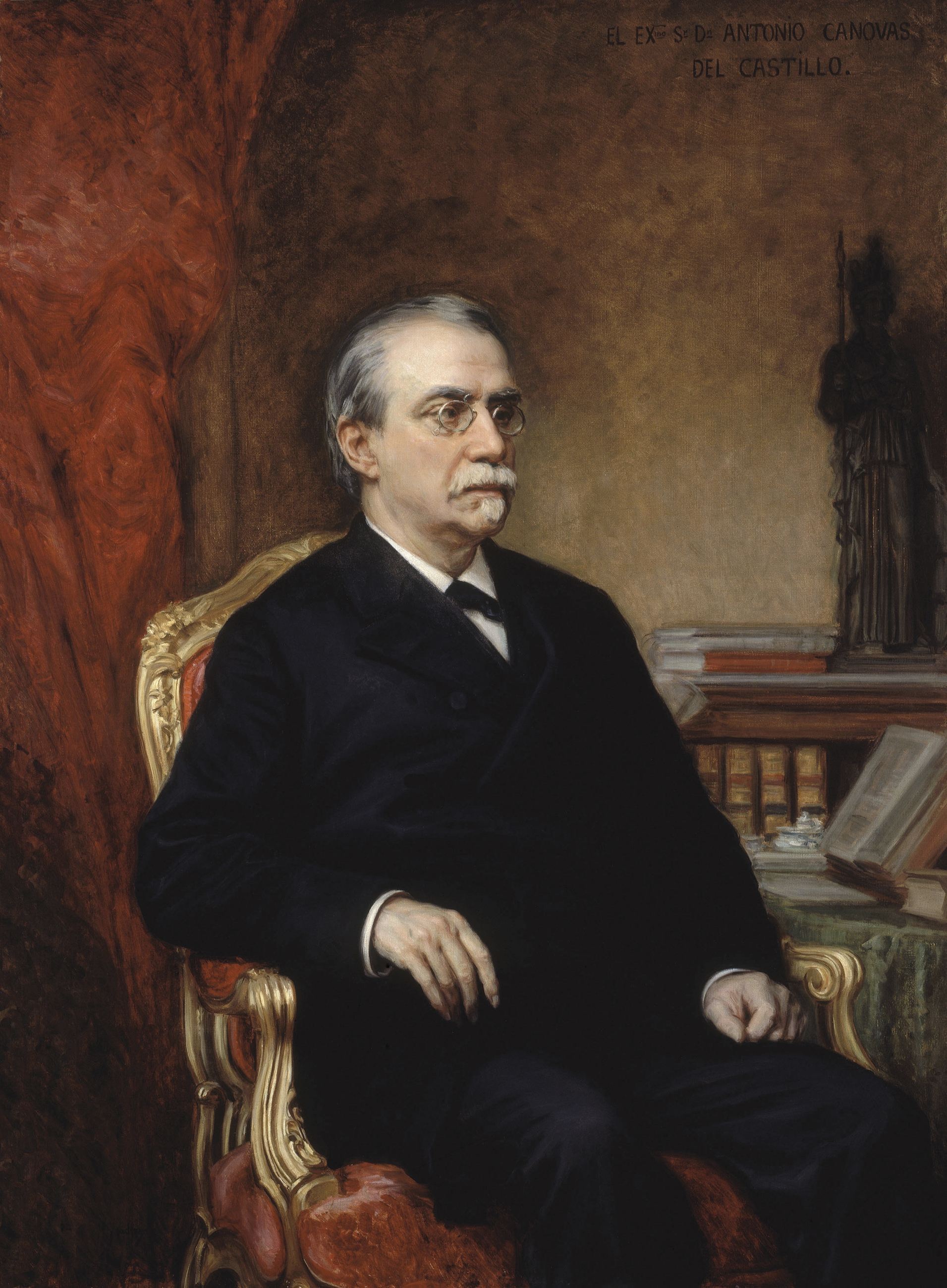
El conservador Cánovas del Castillo, cap de govern després de les eleccions de 1896

Les eleccions generals espanyoles de 1896 foren convocades el 5 d'abril de 1896 sota sufragi universal masculí. En total foren escollits 401 diputats, endemés dels 16 de Puerto Rico i 30 de Cuba.
Vencé per majoria el Partit Conservador, dirigit per Antonio Cánovas del Castillo, tot i que el sector Unió Conservadora dirigit per Francisco Silvela es presentà pel seu compte. Quan als republicans, el federals, centralistes i progressistes decidiren no presentar-se a eleccions. Només es presentaren els possibilistes dirigits per Emilio Castelar i obtingueren una representació minsa.
Fou elegit president del Congrés el conservador Alejandro Pidal y Mon, i com a president del Senat José Elduayen. El cap de govern fou Antonio Cánovas del Castillo fins al seu assassinat el 8 d'agost de 1897. La legislatura fou marcada pel llarg conflicte amb Cuba, que provocà nombroses protestes populars a causa de les lleves dels soldats, i l'assassinat de Cànovas a mans d'un jove anarquista que volia venjar als executats a causa del procés de Montjuïc, i que desfermà una forta lluita pel poder dins el Partit Conservador, cosa provocaria eleccions anticipades el març de 1898.

## Composició de la Cambra
| ← Eleccions generals espanyoles, 5 d'abril de 1896 → |        |                              |
| Partit                                               | Escons | Líder                        |
| Unió Conservadora Partit Liberal                     | 272    | Antonio Cánovas del Castillo |
| Partit Liberal                                       | 98     | Práxedes Mateo Sagasta       |
| Unió Conservadora                                    | 12     | Francisco Silvela            |
| Comunió Tradicionalista                              | 10     | Marquès de Cerralbo          |
| Republicans possibilistes independents               | 4      | Emilio Castelar              |
| Catòlics independents                                | 1      | Marquès de Santillana        |
| Independents i altres                                | 4      |                              |

## Resultats per circumscripcions

### Catalunya
- Barcelona
  - Joaquim Badia i Andreu (Conservador)
  - Francesc de Paula de Borbó i Castellví
  - Bartomeu Bosch i Puig (Conservador)
  - Timoteo Bustillo López (liberal)
  - Joan Coll i Pujol (Conservador)
  - Josep Maria Cornet i Mas (Conservador)
  - Josep Elias i de Molins (Conservador)
  - Carles Godó i Pié (Liberal)
  - Eduard Maluquer i Tirrell (Liberal)
  - Joaquim Marin i Carbonell (Conservador)
  - Joan Baptista Orriols i Comas (Conservador)
  - Josep Maria Planas i Casals (Conservador)
  - Manuel Planas i Casals (Conservador)
  - Joan Puig i Saladrigas (Conservador)
  - Marià Puig i Valls (Conservador)
  - Josep Maria Rius i Badia (Conservador)
  - Joan Rosell i Rubert (Liberal)
  - Alfons Sala i Argemí, comte d'Égara (Conservador)
  - Domènec Sert i Badia (Conservador)
- Girona
  - José de la Cerda y Alvear, comte de Villar (Conservador)
  - Joaquim Llorens i Fernández de Córdoba (Comunió Tradicionalista)
  - José Muro y Carratalá (Conservador)
  - Josep Pella i Forgas (Conservador)
  - Ferran Puig-Mauri i Gisbert (Conservador)
  - Pompeu de Quintana i Serra (Conservador)
  - Frederic Rahola i Trèmols (Conservador)
  - Mariano Vilallonga e Ibarra (Conservador)
- Lleida
  - Vicente Alonso-Martínez y Martín (Liberal)
  - Gustau Bofill i Capella (Conservador)
  - Rafael Cabezas Montemayor (Conservador)
  - Ramon Maria de Dalmau i d'Olivart (Conservador)
  - Ricardo García Trapero Veragua (Liberal)
  - Joan Maluquer i Viladot (Conservador)
  - Ramón Martínez Campos y Rivera (Liberal)
  - Ramon Soldevila i Claver (Conservador)
  - Emilio Vivanco Menchaca (Conservador)
- Tarragona
  - Joan Cañellas i Tomàs (Liberal)
  - Miquel Castellá i Borràs (Conservador)
  - Luciano López Dávila (Conservador)
  - Jerónimo Marín Luis (Conservador)
  - Salvador de Samà i Torrents (Liberal)
  - Josep de Suelves i Montagut (Comunió Tradicionalista)
  - Francesc Xavier Tort i Martorell (Conservador)
  - Pere Antoni Torres i Jordi (Liberal)

### Illes Balears
- Jorge Abrí-Dezcallar y Moisi (Conservador)
- Josep Cotoner Allendesalazar, comte de Sallent (Conservador)
- Joan Massanet i Ochando (Conservador)
- Antoni Maura i Montaner (Conservador)
- Joan Orfila Pons
- Pasqual Ribot Pellicer (Liberal)
- Fernando de Velasco e Ibarrola (Conservador)

### País Valencià
- Alacant
  - Federico Arrazola Guerrero
  - Enrique Arroyo y Rodríguez (Liberal)
  - José Canalejas i Méndez (Liberal)
  - Diego Fernández Arias (Conservador)
  - Juan Poveda García (Conservador)
  - Ramón Puchol y Ferrer (Conservador)
  - José de Rojas Galiano (Conservador)
  - Juan de Rojas y Pascual de Bonanza (Liberal)
  - José María Santonja y Almella (Conservador)
  - Trinitario Ruiz Capdepón (Liberal)
  - Trinitario Ruiz Valarino (Liberal)
  - Antonio Torres Orduña (Conservador)
- Castelló
  - Eduardo Cassola Sepúlveda (Conservador)
  - Esteban Crespí de Valldaura y Fortuny (Conservador)
  - Bernardo de Frau y Mesa (Conservador)
  - Pedro de Govantes y Azcárraga, comte d'Albay (Conservador)
  - Joaquín López-Dóriga y Ruiz de la Escalera (Conservador) tetuanista
  - Juan Muñoz Vargas (Liberal)
  - Juan Navarro Reverter (Conservador)
  - Vicente Navarro Reverter y Gomis (Liberal)
- València
  - Manuel Antón Ferrandiz (Conservador)
  - Eduardo Berenguer Vilanova (Conservador)
  - José Camaña Laymón (Conservador)
  - Antonio Espinós Julián (Conservador)
  - José María Gadea Orozco (Conservador)
  - Luis Ibáñez de Lara y Escoto (Conservador)
  - Antonio Lázaro Tensa (Conservador)
  - Rafael Martínez Agulló y López Vergés (Conservador)
  - José Manteca Oria (Liberal)
  - Vicente Noguera y Aquavera (Conservador)
  - Manuel Polo y Peyrolón (Comunió Tradicionalista)
  - Aracadio Roda Rivas (Conservador)
  - Rafael Sarthou Calvo (Liberal)
  - Vicente Tatay Mandingorra (Conservador)